# Bettelmannsgraben (Buchenbach)
Der Bettelmannsgraben ist ein knapp zwei Kilometer langer Bach im unterfränkischen Landkreis Main-Spessart. Südlich von Steinfeld wird aus dem Zusammenfluss von Schneidergraben und Bettelmannsgraben der Riedgraben, der dann nördlich von Hausen Buchenbach genannt wird.